# Sektion Siegerland des Deutschen Alpenvereins
Die Sektion Siegerland des Deutschen Alpenvereins (kurz DAV Siegerland) ist eine Sektion des Deutschen Alpenvereins in Siegen. Sie wurde am 17. Januar 1880 als Sektion des Deutschen und Österreichischen Alpenvereins (DuOeAV) gegründet. Sie hat 6.596 Mitglieder (Stand: 31. Dezember 2024) und zählt somit zu den größeren Sektionen des Deutschen Alpenvereins.

## Hütte der Sektion
- Siegerlandhütte, (2710 m ü. A.) (Stubaier Alpen)

### Ehemalige Hütte
- Marburg-Siegener Hütte (2481 m s.l.m.) (Nordöstlich der Flaggerscharte am Flaggersee)

## Kletteranlage der Sektion
- DAV Kletterzentrum Siegerland

## Sektionsvorsitzende (ab 2018: Vorstand)
Eine chronologische Übersicht über alle Präsidenten der Sektion seit Gründung. Ab 2018 ist der Vorstand angegeben, da kein Sektionsvorsitzender mehr gewählt wird.
| Amtszeit  | Präsident           |
| --------- | ------------------- |
| 1880–1903 | Martin Schenk       |
| 1903–1914 | Wilhelm Göbel       |
| 1914–1919 | ― 1                 |
| 1919–1945 | Werner Reipen       |
| 1945–1946 | ― 2                 |
| 1946–1950 | Werner Reipen       |
| 1950–1954 | Edwin Nolte         |
| 1954–1968 | Willibald Röhrl     |
| 1968–1982 | Gunther Spiegelberg |
| 1982–1992 | Klaus Schäfer       |
| 1992–2001 | Jochen Ertel        |
| 2001–2007 | Helmut Schröder     |
| 2007–2018 | Ludger Felbecker    |

| Amtszeit | Vorstand |
| -------- | --- |
| 2018–    | Thomas Riedlinger (seit 2018), Konrad Thannbichler (seit 2019), Jonathan Mende (seit 2020), Hubert Farnschläder (seit 2022), Ullrich-Eberhardt Georgi (seit 2022) ― 3 |

Anmerkung